# Maida Andrenacci
Maida Andrenacci (Buenos Aires, 1º giugno 1986) è un'attrice argentina.

## Vita privata
Dal 2010 ha una relazione con l'attore Héctor Díaz, conosciuto sul set della telenovela Niní. Il 25 gennaio 2020 è nata loro figlia Eloisa.

## Filmografia

### Cinema
- I diari della motocicletta, (Diarios de motocicleta), regia di Walter Salles (2004)
- Ay, Juancito, regia di Héctor Olivera (2004)
- El desafío, regia di  Juan Manuel Rampoldi (2015)
- El gran combo, regia di Matías Szulanski (2019)
- En la cabeza de papá, regia di Walter Tejblum (2021)

### Televisione
- Magazine For Fai, programma TV (1994-1998)
- Gasoleros – serial TV (1998-1999)
- Padre Coraje – serial TV (2004)
- Flor - Speciale come te  (Floricienta) – serial TV (2004-2005)
- Amas de casa desesperadas – serie TV (2006)
- La maga (La maga y el camino dorado) – serial TV (2008)
- Ninì – serial TV (2009-2010)
- Historias de corazón – programma TV (2013)
- Esa mujer – serial TV (2013)
- Tina, un caso perdido – webserie (2014)
- Noche de paz – webserie (2016)
- Estilo Esther – webserie (2016)
- Guiso de confianza – webserie (2016)
- Quiero vivir a tu lado – serial TV (2017)
- Mi hermano es un clon – serial TV (2018-2019)
- Noche de amor – webserie (2019)
- Checho y Batista, el taller – serie TV (2021-2022)

## Teatro
- La familia Fernandes, di Hugo Midón, regia di Hugo Midón. Complejo La Plaza e Sala Pablo Neruda di Buenos Aires (1999)
- El cuento del violín, di Gastón Cerana, di Gastón Cerana. Abasto Social Club di Buenos Aires (2005-2006)
- Resplandor, di Héctor Levy-Daniel, regia di Anahí Martella. Ciclo Operas Primas del Centro Cultural Rojas di Buenos Aires (2009)
- Después del borde, di Heidi Steinhardt, regia di Heidi Steinhardt. Teatro Anfitrión di Buenos Aires (2010)
- Lisístrata, di Lolo y Lauti, regia di Lolo y Lauti. Centro Cultural Matienzo di Buenos Aires (2011)
- Lisboa, un viaje etílico, di Mariela Asensio, regia di Mariela Asensio. Teatro del Pueblo di Buenos Aires (2012)
- La misma sangre, di Leonardo Azamor, regia di Leonardo Azamor. Teatro Polonia di Buenos Aires (2013)
- Ciclo Nuestro Teatro, regia di Guillermo Hermida. Teatro Picadero di Buenos Aires (2015)
- Toc toc, regia di Lía Jelín (2014-2016)
- Bichas di Federico Buso, regia di Federico Buso. Teatro Espacio Callejón di Buenos Aires (2016-2017)
- El inspector, di Nikolai Gogol, regia di Daniel Veronese. Teatro San Martín di Buenos Aires (2017)
- Lo que nos une, di David Lindsay-Abaire, regia di Carlos Rivas. Teatro El Nacional Sancor di Buenos Aires (2018)
- Salvajes, di Juan Paya, regia di Héctor Díaz (2018)
- Valeria Radioactiva, di Javier Daulte, regia di Javier Daulte. Teatro Espacio Callejón di Buenos Aires (2018-2019)
- Tootsie, di Sydney Pollack, regia di Mariano Demaria. Teatro Lola Membrives di Buenos Aires (2023-2024)

## Riconoscimenti
- Premio Trinidad Guevara
  - 2014 – Candidatura all'actriz de reparto per La misma sangre'[4]
- BA Web Festifal
  - 2015 – Actriz protagónica per Tina, un caso perdido'[4]
- Premio Estrella de Mar
  - 2015 – Candidatura come revelación femenina por Toc Toc'[4]
- Premio ACE
  - 2017 – Candidatura come revelación per Bichas[4]

## Doppiatrici italiane
- Nelle versioni in italiano delle opere in cui ha recitato, Maida Andrenacci è stata doppiata da:
- Sonia Di Santo e Barbara Sacchelli in Flor - Speciale come te[5]
- Gemma Donati in Niní[6]
- Sara Ferranti in La maga[7]